# Conus aureonimbosus
Conus aureonimbosus é uma espécie de gastrópode do gênero Conus, pertencente à família Conidae.